# NGC 98
NGC 98 este o galaxie spirală barată situată în constelația Phoenix. A fost descoperită în 6 septembrie 1834 de către William Herschel.

## Legături externe
- NGC 98 pe spider.seds.org
- NGC 98 pe WikiSky